# Маноцков Олександр Юрійович
Олександр Юрійович Маноцков (15 вересня 1917, Петроград — 2 липня 1957, Київ) — інженер-конструктор і льотчик-планерист, керівник планерної бригади дослідно-конструкторського бюро О. К. Антонова.

## Біографія
Народився 15 вересня 1917 року у місті Петрограді (нині Санкт-Петербург). Після закінчення середньої школи і аероклубу в місті Петрозаводську в 1940 році вступив до Ленінградського університету. Потім перевівся на заочний факультет і працював на авіаційному заводі, разом з яким був евакуйований на початку німецько-радянської війни в Новосибірськ. У 1946 році перевівся в Сибірський науково-дослідний інститут авіації інженером-дослідником. Займався продуваннями літака Ан-2 в аеродинамічній трубі у всіх модифікаціях для ДКБ Антонова і продуваннями винищувача М.
Наприкінці 1950 року був звільнений у зв'язку з арештом його матері. Проте Олег Антонов домігся прийому Олександра Маноцкова в своє ДКБ, де Олександр Юрійович працював над створенням безпілотного авіаприцепу для перекидання техніки повітряно-десантних військ на буксирі за літаком, провів математичний розрахунок обводів новостворюваних літаків Ан-8, Ан-10 і Ан-12.
У 1952 році ДКБ переведено в Київ. Маноцков займався льотними випробуваннями літака Ан-2 як провідний інженер, проектуванням, будівництвом та льотними випробуваннями нових планерів А-13 і А-11.

Могила Олександра Маноцкова

2 липня 1957 року, при випробуваннях планера А-13 в районі аеродрому Святошино, Олександр Мацонков загинув. Причиною його загибелі виявилася невдала конструкція механізму випуску інтерцепторів крила. Відразу після розчеплення з літаком-буксировщиком, планер з мимовільно відкритими інтерцепторами увійшов в штопор, із якого не зміг вийти до зіткнення із землею. Олександра Мацонкова поховали в Києві на Святошинському кладовищі.